# Musreau Lake
Musreau Lake är en sjö i Kanada.   Den ligger i provinsen Alberta, i den centrala delen av landet, 3 200 km väster om huvudstaden Ottawa. Musreau Lake ligger 868 meter över havet. Arean är 5,6 kvadratkilometer. Den sträcker sig 4,2 kilometer i nord-sydlig riktning, och 2,7 kilometer i öst-västlig riktning.
I omgivningarna runt Musreau Lake växer i huvudsak blandskog. Trakten runt Musreau Lake är nära nog obefolkad, med mindre än två invånare per kvadratkilometer.